# نرختا
نرختا (بالروسية: Нерехта) هي إحدى مدن روسيا في الكيان الفدرالي الروسي كوستروما أوبلاست.